# Augusto Públio Pereira
Augusto Públio Pereira (Cachoeira, 21 de janeiro de 1907 — Rio de Janeiro, 26 de novembro de 1960) foi um médico, professor e político brasileiro.

## Biografia
Cursou o Primário no Colégio Dª. Adelaide Araújo Fraga e o Secundário no Colégio Nossa Senhora da Vitória em Marista em Salvador. Formou-se em Medicina pela Faculdade de Medicina da Bahia, em 1927.
Foi médico em Cachoeira, de 1927 a 1932 e diretor do Banco de Administração do Estado da Bahia em Salvador, de 1937 a 1946.
Foi eleito Prefeito de Cachoeira, de 1938 a 1945. Eleito deputado estadual Constituinte, de 1935; deputado estadual Constituinte pelo Partido Social Democrático (PSD), de 1947 a 1951; reeleito pelo PSD, de 1951 a 1955, renunciou ao mandato em 03/02/1955, governador interino do Estado no Governo de Régis Pacheco. Deputado federal pelo PSD, de 1955 a 1959; suplente de deputado federal pelo PSD, de 1959 a 1963, assumiu em 29 de agosto de 1960, em substituição a Miguel Calmon du Pin e Almeida.
Morreu aos 53 anos no Rio de Janeiro foi vitimado por um câncer.